# ジャタースラ
ジャタースラ（梵: जटासुर, Jatāsura）は、インド神話に登場するラークシャサである。クル・クシェートラの大戦争で戦ったアラムバラの父。パーンダヴァ5王子の1人ビーマに退治された。

## 神話
賭博に敗れたパーンダヴァがクル国の王宮を追われ、諸国を放浪していた頃のこと、ジャタースラはあらゆる武器のマントラに精通したバラモンになりすまし、パーンダヴァに仕えた。ジャタースラの狙いはパーンダヴァの武器を奪うことであった。そしてビーマが狩りでいないときに醜悪で巨大な姿となり、ユディシュティラ、双子のナクラとサハデーヴァ、ドラウパディーの4人を鷲掴み、彼らの武器を奪って逃亡した。しかしサハデーヴァだけは逃げることができ、ビーマに助けを求めた。ジャタースラは逃亡する間、ユディシュティラから道徳的な非難を浴びせられたため、困惑して迷い、逃げ足が遅くなった。追いついたビーマはジャタースラに次のように言った。「私は以前からお前が我々の武器を欲しているのを知っていた。しかしお前は私の眼中になかったし、たとえバラモンに化けたラークシャサであったとしても、我々に好意的にふるまう、罪のないお前を殺すことなどできようか。しかし今、カーラ（時間・運命）という糸につけられた釣り針を呑み込んだお前は私から逃れることはできない。お前はバカやヒディムバと同じ道をたどるであろう」。これに対してジャタースラは次のように答えた。「私は迷ったのではない。お前が追いつけるようにゆっくり逃げたのだ。多くのラークシャサがお前のために命を落としたと聞いている。今日、私はお前の血でもって、彼らに手向けの水を供えるだろう」。両者は折った樹木で戦い、その場所の木々が全て折られると巨岩を持ち上げて戦い、さらにその後、拳で殴り合った。しかしジャタースラが疲労してくると、ビーマはジャタースラの身体を持ち上げて、地面に叩きつけ、全身を粉々に砕いた。そして肘で打って首を胴体から引き抜いた。